# Eunica vega
Eunica vega är en fjärilsart som beskrevs av Hall 1919. Eunica vega ingår i släktet Eunica och familjen praktfjärilar. Inga underarter finns listade i Catalogue of Life.